# 25e brigade de sécurité et de protection publique
Pour les articles homonymes, voir 25e brigade.
La 25e brigade de sécurité et de protection publique ukrainien : 25-та окрема бригада охорони громадського порядку (Україна), unité 3030 est une brigade de la Garde nationale de l'Ukraine créée en 1966.

## Historique
Le  2 janvier 1992, le 2e régiment (unité militaire 4102) est formé sur la base du 1er régiment spécial de milice motorisée des troupes intérieures du ministère de l'Intérieur de l'URSS (unité militaire 5403), qui est membre de la 1re division de Kiev. En 2003, le 10e régiment de police motorisé devient la 25e brigade. Le personnel de l'unité effectue des tâches de maintien de l'ordre public, de sécurité publique et de lutte contre la criminalité, participé à des exercices opérationnels et préventifs complexes et à des opérations spéciales.
Elle porte aussi le nom de brigade du prince Askold. Elle est stationnée à Kiev et fait partie du Commandement territorial opérationnel Nord.
Le 24 février 2022, au moment de l'invasion russe de l'Ukraine, la brigade est stationnée à Kÿiv où elle participe à la défense de la ville, notamment du côté de Dymer aux premiers jours de l'offensive. Des éléments de la brigade sont repérés en juin à Lyssytchansk puis à Bakhmout entre octobre et décembre 2022. Cependant le gros de la brigade reste stationnée dans la capitale.
En janvier 2025, ils sont également aperçus dans le secteur de Pokrovsk.

## Organisation
- QG de la brigade
- 1er bataillon de patrouille
- 2e bataillon de patrouille
- 3e bataillon de patrouille
- 4e bataillon de patrouille
- 5e bataillon de patrouille
- Bataillon spécial de la garde d'honneur de la Garde nationale
- Compagnie logistique

La brigade en organisé en cinq bataillons de patrouilles, un bataillon d'honneur, une compagnie de logistique et une de patrouille. Elle est équipée de blindés légers tels que SBA Novator et des Varta.

### Le bataillon d'honneur en images

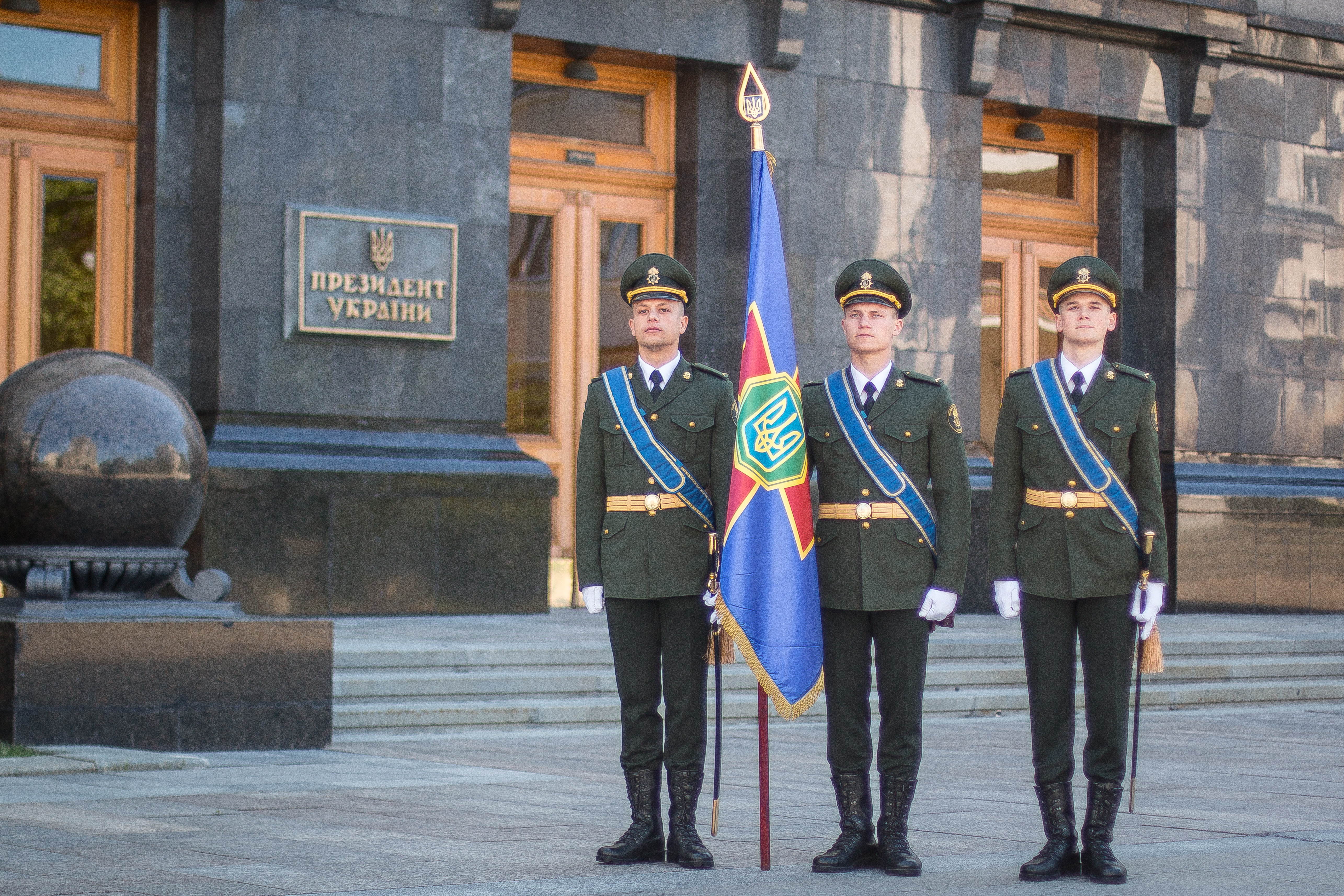
Le bataillon en 2017.
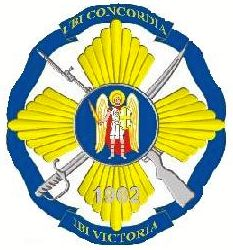
Symbole.
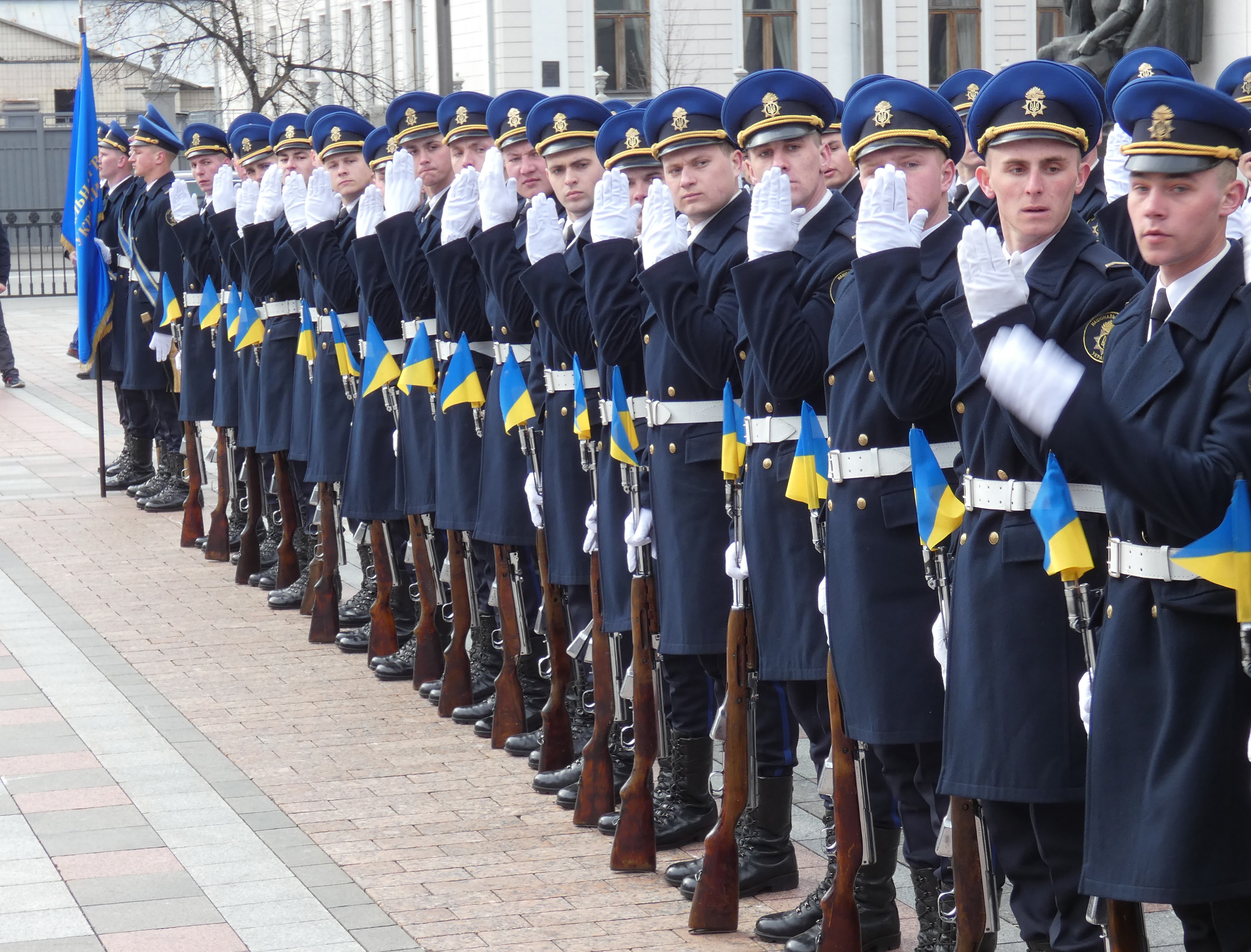
Bataillon d'honneur
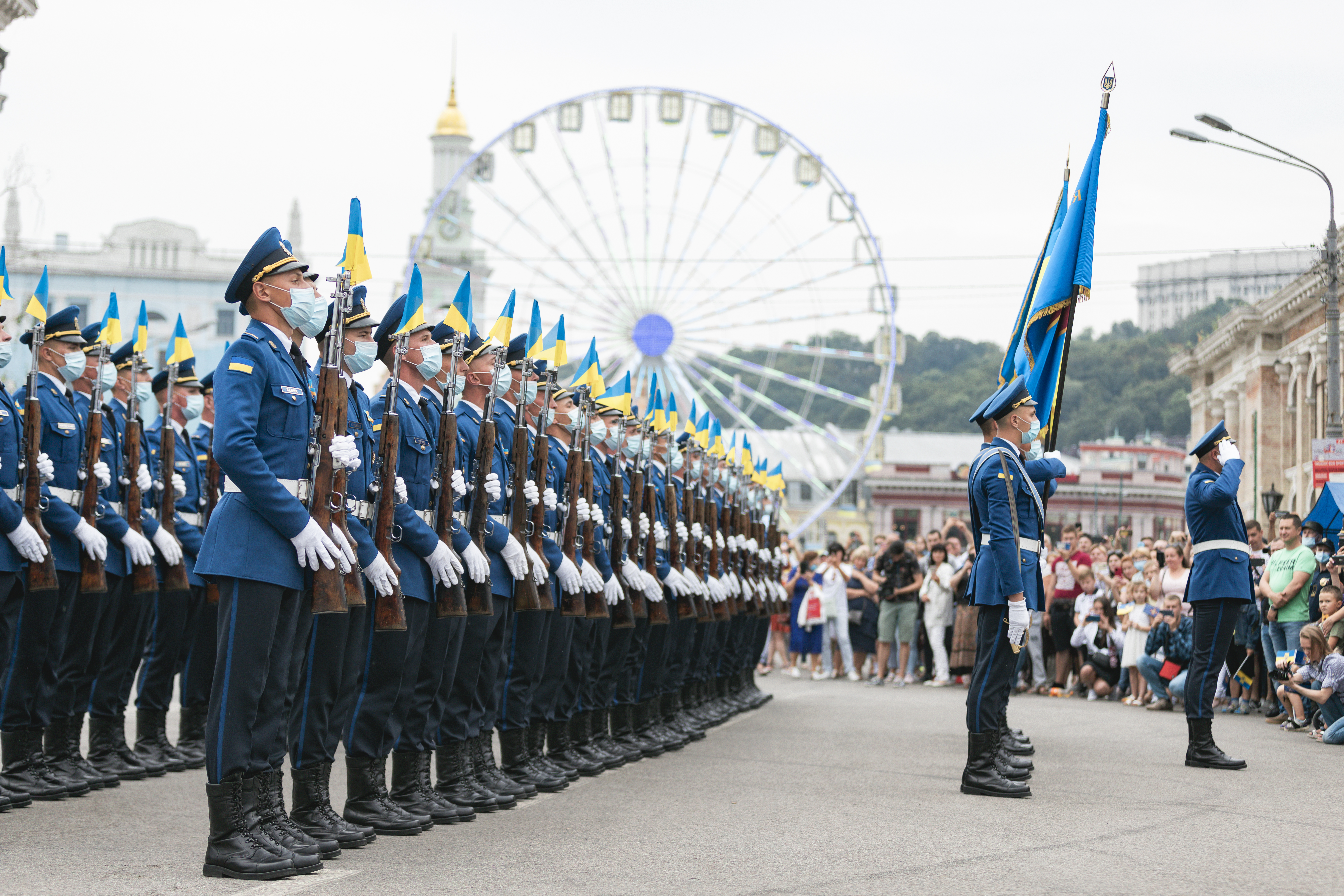
en 2020.
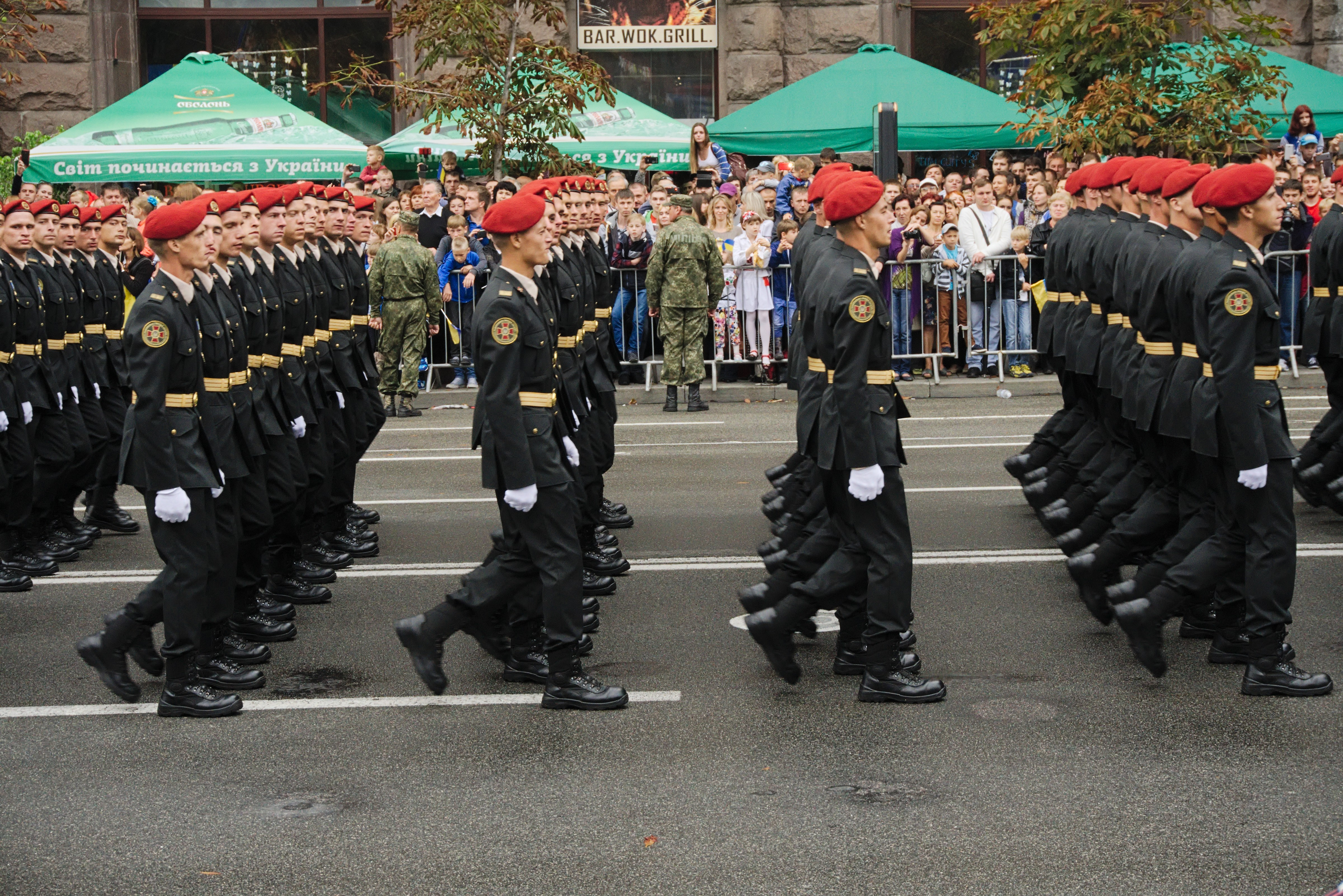

## Insignes

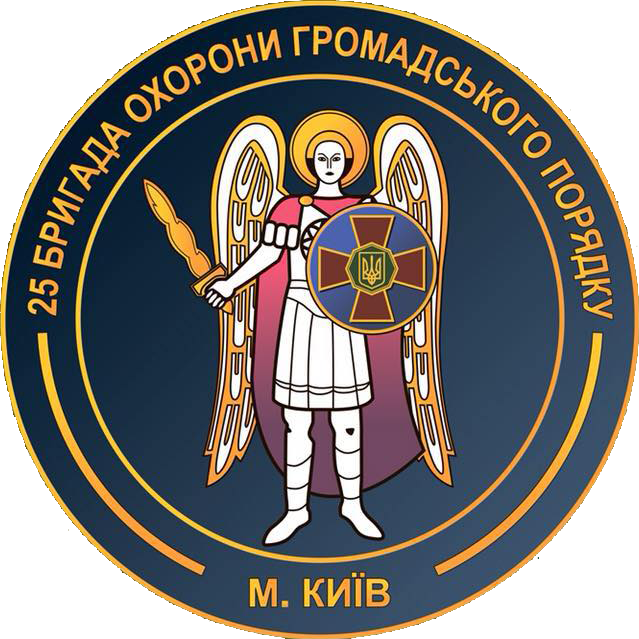
Insigne de la brigade jusqu'en 2025